# Concha acústica de Bello Monte
La Concha acústica de Colinas de Bello Monte también llamada Concha Acústica José Ángel Lamas es un anfiteatro tipo concha acústica localizado en el Municipio Baruta al este del Distrito Metropolitano de Caracas, y en jurisdicción del estado Miranda (Venezuela).
Sirve como lugar para realizar conciertos, exposiciones, festivales y obras de teatros y múltiples eventos al aire libre. Es la sede de la Orquesta Sinfónica Municipal de Baruta.
Fue otorgado en comodato al gobierno municipal de Baruta en 1991, pero el gobierno central venezolano decidió en 2012 no renovar el contrato y se ha generado un conflicto sobre su administración que persiste a la fecha.
El terreno de su ubicación originalmente era propiedad de Inocente Palacios, músico e integrante de la «Generación del 28», quien lo donó a la Orquesta Sinfónica de Venezuela para la construcción de un anfiteatro. El proyecto estuvo a cargo del arquitecto Julio Volante, y fue inaugurado el 19 de marzo de 1954 bajo el gobierno 
del General Marcos Pérez Jiménez. En su noche inaugural, la OSV interpretó los poemas sinfónicos O, María y Benedictor et Venerabilis de José Ángel Lamas, y Parce mihi, Domine de Caro de Boesi, bajo la conducción de Vicente Emilio Sojo. Seguidamente, Wilhelm Furtwängler dirigió el Concerto grosso, op 6 n°10 de Georg Friedrich Händel, Don Juan de Richard Strauss, y la obertura de Tannhäuser de Richard Wagner.
El recinto cuenta con dos colorritmos de Alejandro Otero, a ambos lados lados del escenario.

## Conciertos
| País                      | Artista                                                                  | Año       |  |
| ------------------------- | ------------------------------------------------------------------------ | --------- |  |
| Bandera de Venezuela      | Orquesta Sinfónica de Venezuela                                          | 1954      |  |
| Bandera de España         | Soledad Bravo                                                            | 1968      |  |
| Bandera de Venezuela      | Power Age, Climax, Tempano, Resistencia, La Misma Gente, Fresa, Trilogia | 1980      |  |
| Bandera de Estados Unidos | Scatman John                                                             | 1996      |  |
| Bandera de Argentina      | Rata Blanca                                                              | 2002      |  |
| Bandera de Venezuela      | Nemesis, Torre de Marfil, Trance, Metempsicosis                          | 2002      |  |
| Bandera de Jamaica        | Shaggy                                                                   | 2002      |  |
| Bandera de Estados Unidos | Larry Harlow                                                             | 2002      |  |
| Bandera de Jamaica        | Michael Rose (singer)                                                    | 2004      |  |
| Bandera de Argentina      | Fidel Nadal                                                              | 2004      |  |
| Bandera de Argentina      | Pablo Molina                                                             | 2004      |  |
| Bandera de Jamaica        | Mystic Revealers                                                         | 2004      |  |
| Bandera de Colombia       | Sidestepper                                                              | 2005      |  |
| Bandera de México         | Panda (banda)                                                            | 2005      |  |
| Bandera de Jamaica        | Inner Circle                                                             | 2005      |  |
| Bandera de España         | Mägo de Oz                                                               | 2005      |  |
| Bandera de Estados Unidos | Chuck Norris                                                             | 2006      |  |
| Bandera de Estados Unidos | Jordan Rudess + Rod Morgenstein                                          | 2006      |  |
| Bandera de Brasil         | Angra                                                                    | 2006      |  |
| Bandera de Chile          | Quique Neira                                                             | 2006      |  |
| Bandera de Puerto Rico    | Cultura Profética                                                        | 2006/2013 |  |
| Bandera de Chile          | Los Cafres                                                               | 2006      |  |
| Bandera de Estados Unidos | Dio                                                                      | 2006      |  |
| Bandera de Venezuela      | Arkangel                                                                 | 2006      |  |
| Bandera de Finlandia      | Stratovarius                                                             | 2006      |  |
| Bandera de Jamaica        | The Skatalites                                                           | 2006      |  |
| Bandera de Jamaica        | The Wailers                                                              | 2006-2007 |  |
| Bandera de Panamá         | Kafu Banton                                                              | 2007      |  |
| Bandera de España         | Morodo                                                                   | 2007      |  |
| Bandera de México         | Moderatto                                                                | 2007      |  |
| Bandera de Estados Unidos | Henry Fiol                                                               | 2007      |  |
| Bandera de México         | Molotov                                                                  | 2008      |  |
| Bandera del Reino Unido   | Steel Pulse                                                              | 2008      |  |
| Bandera de México         | Belanova                                                                 | 2008      |  |
| Bandera de Argentina      | Los Fabulosos Cadillacs                                                  | 2008      |  |
| Bandera de Estados Unidos | Soldiers of Jah Army                                                     | 2011      |  |
| Bandera de Argentina      | Nonpalidece                                                              | 2011      |  |
| Bandera de Jamaica        | Sizzla                                                                   | 2012      |  |
| Bandera de España         | Reincidentes Shaggy                                                      | 2012      |  |
| Bandera de Argentina      | Dread Mar-I                                                              | 2013      |  |
| Bandera de Jamaica        | Shaggy                                                                   | 2013      |  |
| Bandera de Venezuela      | Desorden Público, Los Pixel, Namaste, Los Javelin                        | 2018      |  |
| Bandera de Venezuela      | Andres Lasso                                                             | 2021      |  |
| Bandera de Venezuela      | Los Mesoneros                                                            | 2022      |  |
| Bandera de Venezuela      | Corina Smith                                                             | 2023      |  |
| Bandera de Venezuela      | Zapato 3                                                                 | 2023      |  |
| Bandera de Suecia         | The Hives                                                                | 2023      |  |
| Bandera de Venezuela      | Arca                                                                     | 2024      |  |
| Bandera de Canadá         | Saga                                                                     | 2024      |  |